# Техніка однієї мотузки
СРТ — спосіб підйому у печері за допомогою техніки однієї мотузки.

## Переваги системи
- зменшується зношування спорядження й, у першу чергу, мотузки;
- знижується вага спорядження, необхідного для штурму даної прірви;
- мотузки потрібно майже у два рази менше;
- створюється можливість провішувати вертикальні ділянки далі від скелі, а це й зручніше, й безпечніше;
- значно скорочується загальний час подолання прірви;
- зменшується мінімальне число учасників штурму даної прірви;
- створюється можливість обходити струмінь води при подоланні водоспадів;
- спелеолог не залежить від своїх товаришів по команді під час руху в колодязі;
- при проходженні глибоких колодязів створюється можливість підтримки прямого і постійного зв'язку голосом між учасниками;
- подолання будь-якого колодязя й будь-якої шахти в цілому, включаючи найглибші у світі, легше й безпечніше, ніж при використанні класичної техніки.

## Техніка використання
Характерна риса техніки однієї мотузки полягає у тому, що майже на 90 % безпека проходження визначається ще при навішенні спорядження на кожному окремому колодязі. Конкретна ситуація, однак, - завжди особлива. Тож навішування не можна робити ні за шаблоном, ні шляхом наслідування. Супутні проблеми необхідно творчо вирішувати на місці. Навішування, виконане за допомогою SRT, містить безліч технічних елементів (перестьожки, відтяжки, протектори, перила, тролеї та інше) і вимагає використання спеціального спорядження. Правильне (а значить - безпечне) застосування цих елементів вимагає від кожного спелеолога знання основних правил навішування, належної спортивно-технічної підготовки й неабиякого досвід, досконале знання характеристик і стану використовуваної мотузки.

## Вимоги до мотузки
Дуже істотно, що техніка SRT передбачає відсутність страхувальної мотузки. Це, безумовно, вимагає повної довіри до мотузки. В основі цієї техніки зосереджене детальне вивчення властивостей мотузки й правил її використання. Адже мотузка - наріжний камінь цієї системи. Без вільного оперування нею наша безпека на вертикалях була б сумнівною.